# Ouratea arbobrevicalyx
Ouratea arbobrevicalyx är en tvåhjärtbladig växtart som beskrevs av Claude Henri Léon Sastre. Ouratea arbobrevicalyx ingår i släktet Ouratea och familjen Ochnaceae. Inga underarter finns listade i Catalogue of Life.